# Utilitarisme

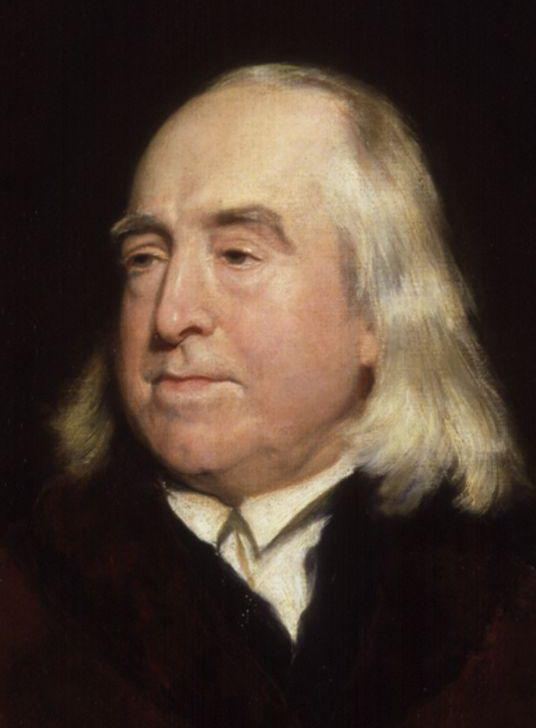
Jeremy Bentham

Het utilitarisme of utilisme (van Latijn utilitas, nut) is een ethische stroming die de morele waarde van een handeling afmeet aan de bijdrage die deze handeling levert aan het algemeen nut, waarbij onder algemeen nut het welzijn en geluk van alle mensen wordt verstaan.
Doorgaans houdt dit in dat een utilitarist met zijn handelingen streeft naar een zo groot mogelijke mate van geluk, al houdt hij er wel rekening mee dat dit in de praktijk soms onmogelijk kan zijn. Met een zo groot mogelijke mate van geluk wordt bedoeld dat zo veel mogelijk mensen zo gelukkig mogelijk zijn. Sommige utilitaristen, zoals Peter Singer, zijn van mening dat ook het geluk van dieren van belang is.
De term geluk in de utilitaristische ethiek is het totaal van plezier minus pijn. Vermijden van pijn en verwerven van plezier zijn dan ook de motieven voor het menselijke handelen.
Het utilitarisme is begonnen met David Hume (1711-1776), die werd geïnspireerd door het hedonisme van Epicurus. Het utilitarisme is daarna uitgewerkt door Jeremy Bentham (1748-1832) en John Stuart Mill (1806-1873). Met John Stuart Mills Utilitarianism (1861) heeft het utilitarisme pas echt gestalte gekregen. Meer hedendaagse utilitaristen zijn David Pearce, R. M. Hare, Richard Layard, Peter Singer en J.J.C. Smart.
Utilitarisme was een benadering van rechtvaardigheid die minder willekeurig zou moeten zijn dan intuïtionisme. De nutsregel van Jeremy Bentham – dat wat goed is, staat gelijk aan dat wat het grootste geluk brengt aan het grootste aantal mensen – kan echter leiden tot situaties die normaal gesproken niet als rechtvaardig worden beschouwd. Het rechtvaardigt dat een kleine groep lijdt als dit de meerderheid ten goede komt, zoals bij slavernij. Dit wordt overigens betwist door andere utilitaristen, omdat niet alleen de kwantiteit, maar ook de kwaliteit van het leed meegerekend moet worden, zoals in het utilitarisme van John Stuart Mill. John Rawls zocht in zijn A Theory of Justice naar een alternatief dat hij vond in billijkheid, rechtvaardigheid als billijkheid (justice as fairness) en de sluier van ontwetendheid, John Rawls gaat verder in op een contractualistische ethiek, namelijk het Sociaal Contract, dit is een andere kijk dan het Utilitarisme. Ook in de medische ethiek speelt dit een belangrijke rol. Zo kan utilitarisme gebruikt worden om te rechtvaardigen dat een belangrijk iemand gered wordt ten koste van iemand in een minder begenadigde positie. Het egalitarisme gaat hier tegenin door juist de nadruk te leggen op een zo groot mogelijke gelijkheid in de gezondheidszorg.

## Geschiedenis
In de bloeiperiode van de klassieke Chinese filosofie (500 v. Chr. – 250 v. Chr.) bestond al een filosofische stroming, – het mohisme – waarvan de uitgangspunten van de leer bepaald werden door utilitarisme. Voor de oorsprong van het utilitarisme in het westen wordt vaak teruggegrepen op de Griekse filosoof Epicurus, maar als een specifieke filosofische stroming wordt het utilitarisme meestal toegeschreven aan Jeremy Bentham. Bentham vond pijn en genot de enige intrinsieke waarden in de wereld: 'de natuur heeft de mensheid onder het bestuur van twee soevereine meesters geplaatst, pijn en genot'.
Daaruit leidde hij de nutsregel af dat wat goed is, gelijkstaat aan dat wat het grootste geluk brengt aan het grootste aantal mensen. Nadat hij zich later had gerealiseerd dat deze formulering twee verschillende en potentieel tegenstrijdige principes tracht te verenigen, liet hij vervolgens het tweede deel van deze uitspraak vallen en sprak alleen nog over het grootste geluksprincipe.
Jeremy Benthams belangrijkste voorvechter was James Mill, in zijn dagen een belangrijk filosoof en de vader van John Stuart Mill. De jongere Mill, John Stuart werd opgevoed volgens de principes van Bentham, waaronder in zijn tienerjaren het herschrijven en samenvatten van grote delen van het werk van zijn vader.

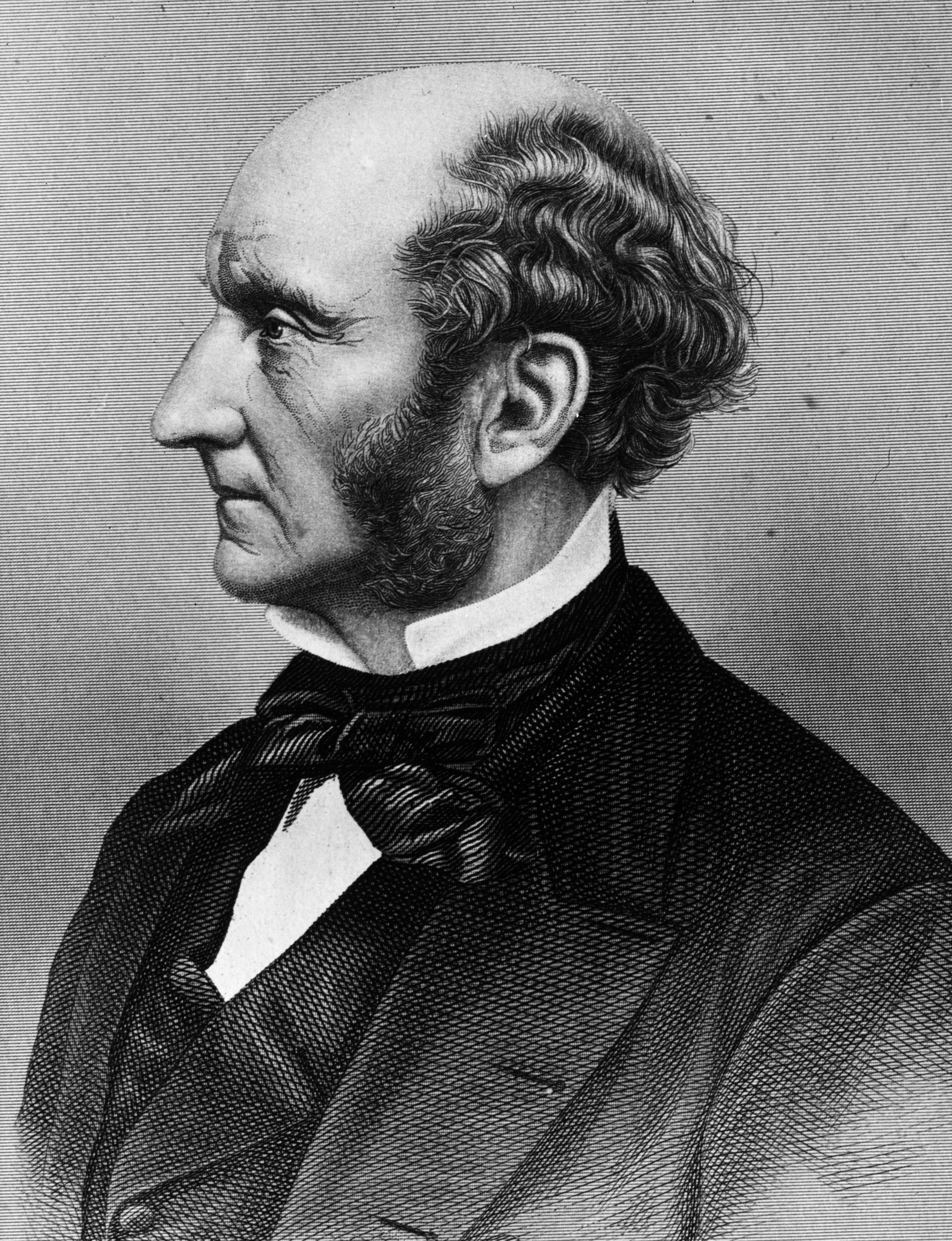
John Stuart Mill

In zijn beroemde korte werk, Utilitarianism (Utilitarisme), heeft John Stuart Mill aangevoerd dat de culturele, intellectuele en geestelijke geneugten van een grotere waarde zijn dan louter fysiek plezier, dit omdat de eersten door competente rechters hoger gewaardeerd worden dan de laatste. Een bevoegde rechter is, volgens Mill, een ieder die ervaring heeft in zowel de lagere als in hogere genoegens. Net als in de formulering van Bentham gaat Mills utilitarianisme over de omgang met plezier of geluk.
Het klassieke utilitarisme van Bentham en Mill beïnvloedde vele andere filosofen en luidde een ontwikkeling in naar een breder concept van consequentialisme. Als een resultaat daarvan bestaan er nu vele verschillende opvattingen over het goede en daarom, behalve het utilitarisme, ook vele verschillende types van consequentialisme. Er zijn bijvoorbeeld filosofen die het exclusieve belang van welzijn verwerpen en argumenteren dat er andere intrinsieke waarden bestaan dan alleen geluk en plezier, zoals kennis en autonomie.
Andere voorvechters van het utilitarisme uit het verleden zijn William Godwin, David Hume, E.E. Constance Jones en Henry Sidgwick; hedendaagse voorvechters zijn onder andere R. M. Hare, Peter Singer en Torbjörn Tännsjö. Het utilitarisme had in de 19e eeuw ook zijn invloed binnen de Russische filosofie, bijvoorbeeld bij Nikolaj Tsjernysjevski en Pjotr Lavrov.
Utilitarisme is als een argument voor veel verschillende politieke opvattingen gebruikt. In zijn essay On Liberty en andere werken stelde John Stuart Mill dat utilitarisme vereist dat politieke afspraken voldoen aan het vrijheidsprincipe of schadeprincipe, volgens welk 'het enige doel waarvoor macht met recht kan worden uitgeoefend over elk lid van een beschaafde gemeenschap, tegen zijn wil, het voorkomen van schade aan anderen is'. Preventie van zelf toegebracht leed door andere personen werd uitdrukkelijk en expliciet verboden, hoewel Mill stelt dat potentiële zelfbeschadiging een reden is voor andere personen om te proberen deze persoon te overreden dit niet te doen.
Een aantal marxistische filosofen gebruikt utilitaristische beginselen als argumenten voor een politiek socialisme.

## Oorsprong van de term
Mill geeft aan dat hij 'het woord niet zelf heeft uitgevonden, maar tegen is gekomen in een van John Galts novellen, de Annals of the Parish (Annalen van de parochie), waarin een Schotse man van de kerk, van wie de novelle zogenaamd een autobiografie is, wordt beschreven die zijn parochianen waarschuwt om het Woord van God niet te verlaten en utilitaristen te worden. Met het enthousiasme van een knaap voor een naam en een banier nam ik dit woord in beslag...' Mill noemde zijn club van gelijkgestemde denkers vervolgens de Utilitarian Society (Utilitaristische Gemeenschap). Deze kwam drie en een half jaar bijeen.

## Stromingen binnen het Utilitarisme

### Regelutilitarisme
Het regelutilitarisme of regelutilisme stelt dat we horen te handelen volgens een aantal regels. Dit zouden regels moeten zijn die leiden tot optimale gevolgen zodra ze door de grote meerderheid van een groep mensen worden gevolgd. Voorbeelden zijn regels zoals: 'Lieg niet.' of 'Breng onschuldige mensen geen schade toe.' of 'Vermoord niet.'. Volgens regelutilitaristen is een daad moreel goed als het in overeenstemming is met de regel en moreel slecht wanneer dat niet zo is.

### Handelingsutilitarisme
Handelingsutilitaristen zijn van mening dat hoe goed of slecht een actie moreel gezien is, afhangt van of de gevolgen van de specifieke actie de best mogelijke gevolgen oplevert of niet. Zo zou liegen soms betere gevolgen kunnen opleveren dan niet liegen. Het gaat binnen het handelingsutilitarisme niet over het volgen van een regel maar enkel over of de gevolgen van de actie de best mogelijke gevolgen zijn geweest. Zodra een actie de best mogelijke gevolgen oplevert, is de actie moreel goed of juist te noemen.

## Voetnoten
1. ↑  Het waren Hume en Bentham die vervolgens de oude epicuristische doctrine met betrekking tot nut (utility) met kracht opnieuw tot leven brachten als de basis voor een theorie over de rechtvaardigheid. Rosen, F. (2003): Classical Utilitarianism from Hume to Mill, Routledge, p. 28
2. ↑  Mill, J.S. (1974): 'On Liberty' (Over de vrijheid), ed. Himmelfarb. Penguin Classics, Ed.'s introductie, p. 11
3. ↑  (en)  Mill, John Stuart. 'On Liberty' (Over de vrijheid), ed. Himmelfarb. Penguin Classics, 1974, 'Introductie' van de hoofdtekst, blz. 68.
4. ↑  (en)  Borchard, R. (1957): John Stuart Mill. The Man, Watts